# China, Maine
China är en kommun (town) i Kennebec County, Maine, USA. År 2020 bodde här drygt 4 400 människor. Den grundades 1774 av en familj som hette Clark. Namnet China valdes av en Japheth Washburn som egentligen hade velat kalla orten för Bloomville, men som beslöt sig för att kalla den China när folk som bodde i en redan existerande ort med namnet Bloomville protesterade och sade att ytterligare ett Bloomville skulle skapa förvirring.
Kommunen China omfattar fyra byar med namnen China, South China, Weeks Mills och Branch Mills.